# Théâtre Molière (Paris)

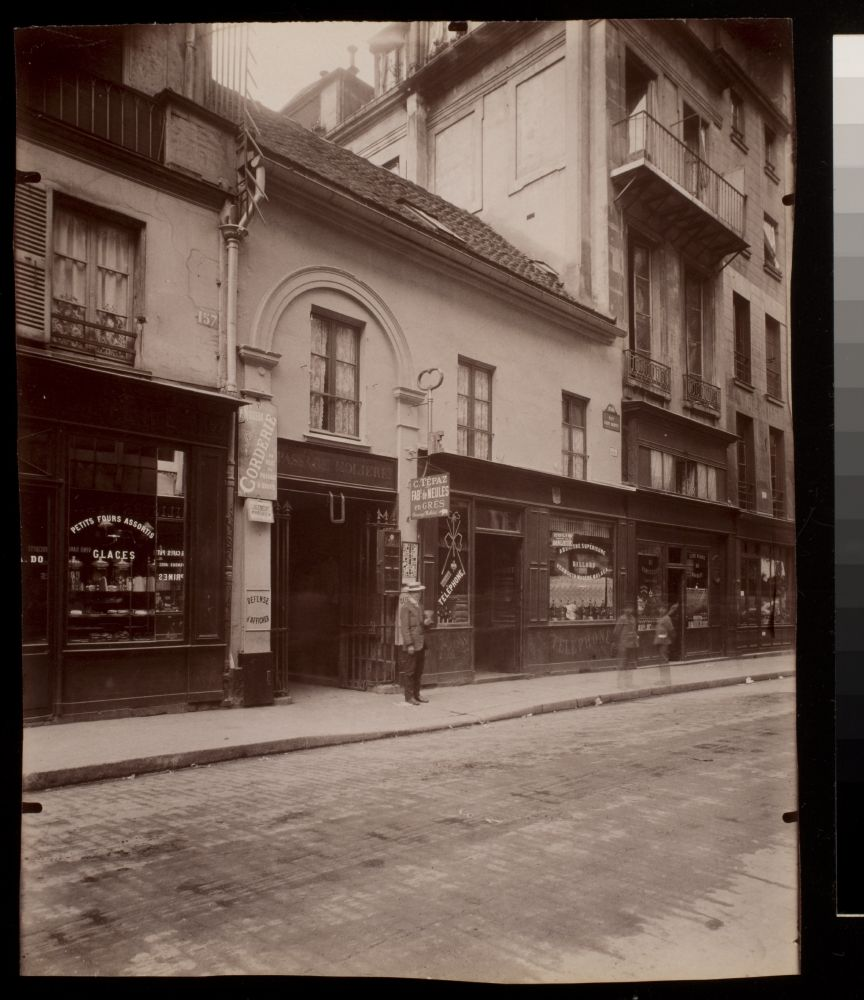
Historische Aufnahme der Passage Molière von der Rue Saint-Martin gesehen

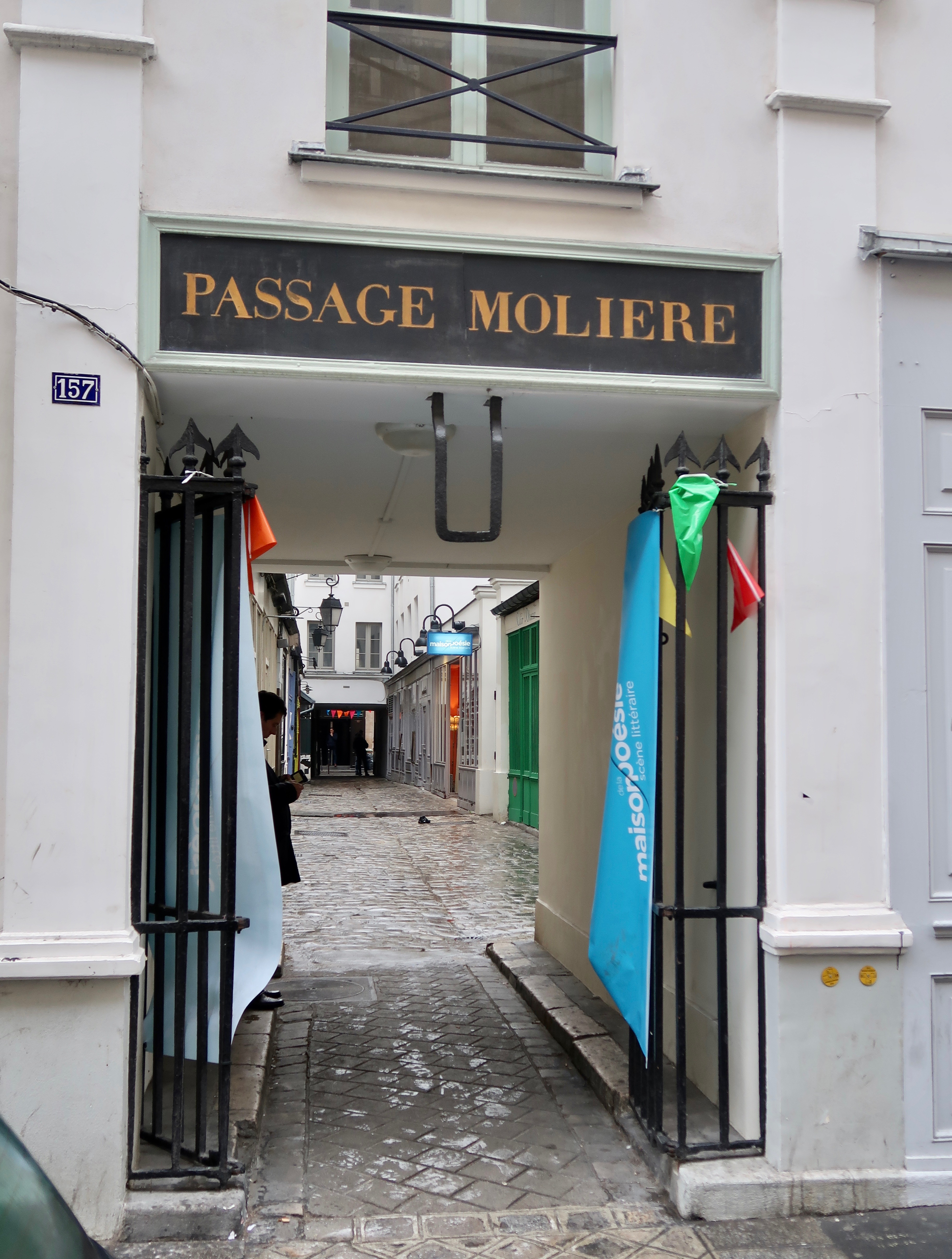
Blick in die Passage Molière auf die Maison de la poésie

Das Théâtre Molière ist ein ehemaliges Theater an der Rue Saint-Martin 157, im 3. Arrondissement in Paris. Der Zugang erfolgte über die Passage Molière, damals Passage Nourrices, die von der Rue Saint-Martin zur Rue Quincampoix führt. Heute befindet sich dort die Maison de la poésie.

## Geschichte
Das Theater wurde 1791 von Jean-François Boursault-Malherbe innerhalb kürzester Zeit erbaut. Zur Rue Saint Martin gab es eine Schaufassade, jedoch ohne Eingang. Dieser befand sich an der Seite, zur Passage hin. Der Zuschauersaal hatte neben dem Parkett drei übereinander liegende Reihen mit Logen, einen Orchestergraben und alle ansonsten notwendigen Einrichtungen für einen Theaterbetrieb, wie Sanitärräume oder Garderoben für die Künstler. Zur Rue Quincampoix gab es einen zweiten Ausgang.
Noch im selben Jahr wurde das Theater, unter der Leitung Boursault-Malherbes, eröffnet. Das Programm bestand aus patriotischen Revolutionsstücken, wie beispielsweise La ligue des fanatiques et des tyrans von Charles Philippe Ronsin. Das erste Jahr war von Erfolg geprägt und um noch patriotischer zu wirken bekam das Theater den Zusatz Théâtre national de Molière. Zu Beginn der Terrorherrschaft, Boursault-Malherbe hatte die Theaterleitung an Plancher-Valcour abgegeben, wechselten viele Theater in Paris ihren Namen und nahmen der Bourgeoisie entgegengesetzte Namen an. So bekam das Molière den Namen Théâtre Sans-Culottes.
Nach dem Ende der Terrorherrschaft wurde jedoch sofort der Namen des Hauses wieder in Théâtre Molière geändert. Es wurden Vaudevilles, Dramen und Komödien gegeben. Im Jahr 1800 wechselte erneut die Theaterleitung, was auch mit einem Namenswechsel verbunden war, ohne jedoch die Programmausrichtung zu ändern. Bis zur Schließung des Hauses 1807, per Napoleonischem Theaterdekret, war das Haus als Variétés nationales et étrangéres bekannt.
Das Theater teilte sein Schicksal mit den vielen anderen Theatern, die nicht mehr bespielt werden durften. Es wurden physikalische Vorführungen, öffentliche Schießübungen, Konzerte und Bälle sowie Bankette für Freimaurer veranstaltet. In dieser Zeit erfolgten einige Umbenennungen.
1831 machte sich ein Monsieur Lemétayer daran, das Haus wieder als Théâtre Molière zu eröffnen. Der zur Rue Saint-Martin gelegene Teil des Gebäudes war zwischenzeitlich verschwunden und ein Wohnhaus darauf entstanden. Der Saal selbst wurde wiederhergestellt, jedoch lag nun der Eingang an der Rue Quincampoix und war wenig einladend. Die Schauspieler waren oft Laien oder Debütanten, von denen jedoch einige wie beispielsweise Agar oder Rachel als die größten Schauspielerinnen ihrer Zeit gelten sollten. Das wenig erfolgreiche Unterfangen endete mit der endgültigen Schließung 1833.

## Gegenwart
Pierre Seghers hatte die Idee einen Ort der Poesie zu schaffen, an dem Lesungen und Vorführungen gegeben sollte. Also gründete die Stadt Paris 1983 einen Verein, der auch von ihr finanziell getragen wurde. Der erste Standort der Maison de la poésie war im Forum des Halles, dessen zentraler Innenhof ebenfalls so heißen sollte. 1995 wurde der Entschluss gefasst die Maison de la poésie in die noch erhaltenen Räume des Théâtre Molière an der Rue Quincampoix umzusiedeln. Seither gibt es dort eine Bibliothek und Ausstellungsräume. Weiterhin ist dem Ganzen ein Restaurant angegliedert. Die Adresse ist jedoch seit der ersten Gründung 1791 unverändert Rue Saint-Martin 157.